# Alcalá del Obispo
Pour les articles homonymes, voir Obispo.
Alcalá del Obispo est une commune d’Espagne, dans la province de Huesca, communauté autonome d'Aragon comarque de Hoya de Huesca.